# Horst Kotterba
Horst Kotterba (* 21. Februar 1955 in Bernburg (Saale)) ist ein deutscher Schauspieler.

## Leben
Horst Kotterba wurde in Bernburg (Bezirk Halle) geboren und ist in  Leipzig aufgewachsen. Er machte eine Ausbildung mit Abitur zum Agrotechniker (Bauer). Seine Schauspielausbildung absolvierte er zwischen 1974 und 1978 an der Theaterhochschule Hans Otto in Leipzig. In dieser Zeit war er zwei Jahre Studiomitglied am Schauspiel Leipzig. Sein erstes Engagement nach dem Studium führte ihn ab 1978 für zehn Jahre ans Mecklenburgische Staatstheater Schwerin. Nach seiner im Jahr 1988 gelungenen Ausreise aus der DDR wurde er bis 2000 Ensemblemitglied an den Münchner Kammerspielen (Intendanz: Dieter Dorn). Dort arbeitete er mit Regisseuren wie Peter Zadek, Franz Xaver Kroetz, Dieter Dorn, Hans Lietzau, Daniel Herzog und Anselm Weber.
Zwischen 2014 und 2018 war Kotterba Ensemblemitglied im Schauspiel Stuttgart unter der Intendanz von Armin Petras.
Des Weiteren war Kotterba am Staatstheater Cottbus, Schauspiel Frankfurt, Schauspielhaus Bochum, Volkstheater Wien, Theater Basel, Residenztheater München und an der Volksbühne am Rosa-Luxemburg-Platz tätig.

## Theater (Auswahl)
- 1978–1988 Mecklenburgisches Staatstheater:
  - 1979/80 Faust – Rolle: junger Faust – Regie: Christoph Schroth
  - 1981/82 Sommernachtstraum – Rolle: Puck – Regie:  Klaus Fiedler
  - 1982/83 Agamemnon – Rolle: Bote – Regie: Christoph Schroth
  - 1983/84 Herr von Pourceaugnac – Rolle: Erast – Regie: Axel Richter
  - 1984/85 Der private Frieden – Rolle: Dikaiopolis – Regie: Christoph Schroth
  - 1985/86 Die Leiden des jungen Werther – Rolle: Werther – Regie: Thomas Roth
  - 1987/88 Der Selbstmörder – Rolle: Viktor – Regie: Horst Hawemann
- 1987: Sichel-Operette – Liedertheater Wenzel/Mensching – Freie Theatertournee durch die DDR
- 1989–2000 München Kammerspiele:
  - 1989 Wolokolamsker Chaussee - Rolle: Soldat/Leutnant - Regie Hans-Joachim Ruckhäberle
  - 1989 Die Minderleister - Rolle: Hans Freiberger - Regie: Anselm Weber
  - 1990 Der Held der westlichen Welt - Rolle: Christopher Mahon - Regie: Helmut Grimm
  - 1991 Der blaue Boll - Rolle: Grüntal - Regie: Hans Lietzau
  - 1992 König Lear - Rolle: Oswald - Regie: Dieter Dorn
  - 1992 Viel Lärm um nichts - Rolle: Don Pedro - Regie: Christian Stückl
- 1999: Stella – Rolle: Fernando – Regie: Uwe Dag Berlin im Schauspielhaus Bochum
- 2001: Ein Sommernachtstraum – Rolle: Zettel – Regie: Armin Petras – Residenztheater München
- 2002: Biedermann und die Brandstifter – Rolle: Schmitz – Regie: Anselm Weber – Volkstheater Wien
- 2004–2008: Die Frau vom Meer – Regie: Armin Petras – Schauspiel Frankfurt
- 2008: Agnes Braun – Regie: Nora Schlocker – Maxim Gorki Theater
- 2008: Der Biberpelz – Regie: Ronny Jakubaschk – Armin Petras – Maxim Gorki Theater
- 2008: Die fetten Jahre sind vorbei – Regie: Frank Abt – Maxim Gorki Theater
- 2013–2018 Staatstheater Stuttgart:
  - 2013: Fahrerflucht/Fluchtfahrer – Rolle: Manager/Mutter – Regie: Dominic Friedel
  - 2013: Urgötz – Rolle: Bischof von Bamberg/Franz von Sickingen – Regie: Simone Solberg
  - 2014: Die Dreigroschenoper – Rolle: Polizeichef Brown – Regie: Sebastian Baumgarten
  - 2014: Das Paradies der Damen – Rolle: Baron Hartmann/Onkel Baudu/Madame Marty – Regie: Mareike Mikat
  - 2015: Im Stein – Regie: Sebastian Hartmann
  - 2015: August: Osage County – Rolle: Steve Heidebrecht – Regie: Stephan Kimmig
  - 2015: Der Sturm – Rolle: Trinculo – Regie: Armin Petras
  - 2015: Tschewengur – Regie: Frank Castorf
  - 2016: Nathan der Weiße – Rolle: Saladin – Regie: Armin Petras
  - 2016: Tote Seelen – Regie: Sebastian Baumgarten
  - 2016: Feuerschlange – Regie: Dominic Friedel
  - 2017: Ehen in Philippsburg – Rolle: Berthold Klaff/Harry Bürgen – Regie: Stephan Kimmig
  - 2017: Kasimir und Karoline – Rolle: Speer – Regie: Stefan Pucher
  - 2018: König Lear – Rolle: Frankreich/Oswald – Regie: Claus Peymann
  - 2018: Salome – Regie: Sebastian Baumgarten
- 2018: Haußmanns Staatssicherheitstheater – Regie: Leander Haußmann – Volksbühne Berlin

## Filmografie (Auswahl)
- 1978: Ursula
- 1978: Ich zwing dich zu leben (Kino)
- 1983: Die Schöne und das Tier (Regie: Rainer Bär)
- 1983: Polizeiruf 110: Der Selbstbetrug (Fernsehreihe)
- 1984: Klassenkameraden
- 1986: Pelle, der Eroberer (Regie: Christian Steinke)
- 1991: Tatort: Kinderlieb (Fernsehreihe)
- 1991: Happy Birthday, Türke! (Kino)
- 1992: Ich bin da, ich bin da (Regie: Herbert Achternbusch)
- 1992: Die Distel (Regie: Gernot Krähe)
- 1993: Der Alte (Fernsehserie, Folge Anstiftung zum Mord)
- 1994: Tatort: Klassen-Kampf
- 1995: Tatort: Blutiger Asphalt
- 1996: Workaholic (Regie: Sharon von Wietersheim)
- 1997: Vergewaltigt – Die Wahrheit und andere Lügen
- 1997, 2000: Balko (Fernsehserie, verschiedene Rollen, 2 Folgen)
- 1998: Vergewaltigt – Eine Frau schlägt zurück
- 1998: Anwalt Abel (Fernsehserie, Folge Todesurteil für eine Dirne)
- 1998: Polizeiruf 110: Tod und Teufel
- 1999: Zwei Brüder: Gift (Fernsehreihe)
- 1999: Morgen gehört der Himmel dir
- 2000: Alarm für Cobra 11 – Die Autobahnpolizei (Fernsehserie, Folge Blinde Liebe)
- 2000: Doppelter Einsatz: Jagd nach Liebe (Fernsehreihe)
- 2000, 2018: SOKO 5113/SOKO München (Fernsehserie, verschiedene Rollen, 2 Folgen)
- 2001: Emil und die Detektive (Kino)
- 2001–2006: Abschnitt 40 (Fernsehserie, 38 Folgen)
- 2002: Die Couch-Cowboys (Fernsehserie, 10 Folgen)
- 2003: Im Schatten der Macht (Fernsehzweiteiler)
- 2000–2001: Hinter Gittern – Der Frauenknast (Fernsehserie, 6 Folgen)
- 2004: Tatort: Schichtwechsel
- 2005: Großstadtrevier (Fernsehserie, Folge Bullen-Kür)
- 2005: SOKO Wismar (Fernsehserie, Folge Die Möve brennt)
- 2005: Der Bulle von Tölz: Der Weihnachtsmann ist tot (Fernsehreihe)
- 2016: Tatort: HAL
- 2007: Küss mich, Genosse!
- 2008: Bis dass der Tod uns scheidet
- 2008: Inga Lindström: Hochzeit in Hardingsholm (Fernsehreihe)
- 2009: Ein Fall für zwei (Fernsehserie, Folge Teuflischer Schatten)
- 2009: Magna Aura – Die versunkene Stadt (Fernsehserie, 13 Folgen)
- 2009–2010: Meine wunderbare Familie (Fernsehserie, 4 Folgen)
- 2010: Klimawechsel (Fernsehserie, 6 Folgen)
- 2013: Hai-Alarm am Müggelsee (Kino)
- 2014: Die Lügen der Sieger (Kino)
- 2014: Die Lichtenbergs – zwei Brüder, drei Frauen und jede Menge Zoff
- 2014, 2018: Notruf Hafenkante (Fernsehserie, verschiedene Rollen, 2 Folgen)
- 2014–2015: Letzte Spur Berlin (Fernsehserie, 8 Folgen)
- 2017: Blind Audition
- 2018: Morden im Norden (Fernsehserie, Folge Der Tod ist nicht das Ende)
- 2019: Sankt Maik (Fernsehserie, 2 Folgen)
- 2022: Theresa Wolff – Waidwund (Fernsehfilmreihe)
- 2023: SOKO Köln (Fernsehserie, Folge Bukowski auf der Flucht)
- 2023 Wer wir sind (Fernseh-Mehrteiler, 6 Folgen)

## Hörspiele (Auswahl)
- 1995: Andreas Knaup: Schlachthaus Regie:Joachim Staritz (DRadio/SDR)
- 2014: Cristian Hussel: Tuber letalis; Regie: Wolfgang Rindfleisch (DKultur)
- 2014: Esther Dischereit: Blumen für Otello – Regie: Giuseppe Maio (DKultur)